# Reaktor wodny wrzący

Reaktor wodny wrzący. 1 – rdzeń z prętami paliwowymi; 31 – pręty sterujące; 9 – osłona biologiczna; 30 – odprowadzenie pary; 29 – doprowadzenie wody; 10 – betonowa osłona bezpieczeństwa

Schemat elektrowni z reaktorem wodnym wrzącym

Reaktor wodny wrzący, w skrócie BWR (ang. boiling water reactor) – reaktor jądrowy moderowany i chłodzony wodą, cyrkulującą w jednym obiegu (w odróżnieniu od reaktora wodnego ciśnieniowego (PWR), który ma dwa obiegi wodne).
Lekka woda chłodząca reaktor pełni jednocześnie funkcje moderatora i czynnika przenoszącego ciepło, wytworzona w reaktorze para jest kierowana do turbiny.

## Uzupełniające źródła
- S. Michale Modro, Michale W. Jankowski, Postęp w dziedzinie bezpieczeństwa reaktorów jądrowych (18 stron, 18 ref), apw.ee.pw.edu.pl [dostęp 2011-03-25] (pol.). Brak numerów stron w książce
- Maciej Zarzycki. Jądrowe reaktory energetyczne – budowa, zasada działania, eksploatacja. „www.atomowyautobus.pl/referaty (37 stron, 39 ref)”. Fundacja Forum atomowe.brak numeru strony